# جايمي رافاييل دياز أوتشوا
جايمي رافاييل دياز أوتشوا (بالإسبانية: Jaime Rafael Díaz Ochoa)‏ هو سياسي مكسيكي، ولد في 14 أغسطس 1956 في مكسيكالي في المكسيك. حزبياً، نشط في حزب العمل الوطني. وقد انتخب عضو مجلس الشيوخ من المكسيك.